# ProQuest
ProQuest LLC – amerykańska firma zajmująca się treściami informatycznymi i technologią z siedzibą w Ann Arbor w stanie Michigan.
ProQuest jest znany zwłaszcza ze swoich aplikacji i usług informacyjnych dla bibliotek[, zapewniających dostęp do prac doktorskich i podobnych, książek, gazet, periodyków, zbiorów historycznych, archiwów rządowych, archiwów kulturalnych i innych zagregowanych baz danych. Szacuje się, że zawartość ta obejmuje około 125 miliardów stron cyfrowych.
Firma została założona w 1938 roku jako University Microfilms przez Eugene Powera i rozpoczęła działalność jako producent produktów mikrofilmowych, następnie przestawiła się na publikacje elektroniczne. W grudniu 2021 r. firma Clarivate kupiła ProQuest od poprzedniego właściciela, Cambridge Information Group za 5,3 miliarda dolarów, co zostało opisane jako „ogromna transakcja w świecie bibliotek i wydawnictw informacyjnych”. Clarivate stwierdziło, że koncepcją operacyjną przejęcia była integracja produktów i aplikacji ProQuest z systemem Clarivate o nazwie Web of Science.